# Демчук Юрій Васильович
Є́рій Васи́льович Демчу́к  (*25 травня 1937, Телешівка Рокитнянського району Київської області) — український оперний співак, бас, бандурист. Заслужений артист УРСР з 1969.

## Біографія
Закінчив 1966 Київську консерваторію (клас співу М. Єгоричевої, бандури — А. Бобиря). 1955-59 навчався гри на бандурі у М. Лобка. З 1966 — соліст Київської філармонії.
У репертуарі «Дума про втечу трьох братів з Азова», «Невільничий плач», «Про Марусю Богуславку», «Буря на орному морі», козацькі, історичні і жартівливі пісні, романси та оперпві партії в концертному виконанні. Учасник Міжнародного фестивалю старовинної музики в Польщі (1966), лауреат Міжнародного конкурсу на Всесвітньому фестивалі молоді та студентів у Софії (1968, 1, премія).